# Тексашки масакр моторном тестером (филм из 2003)
Тексашки масакр моторном тестером (енгл. The Texas Chainsaw Massacre) је амерички слешер хорор филм из 2003, режисера Маркуса Ниспела и продуцента Мајкла Беја са Џесиком Бил, Џонатаном Такером, Ериком Лирсен и Мајклом Вогелом у главним улогама. Представља римејк оригиналног филма Тоба Хупера из 1974, са знатно измењеном причом и ликовима. 
Филм је објављен у дистрибуцији продукцијске куће Њу лајн синема и зарадио је преко 107 милиона долара. Сматра се једним од комерцијално најуспешнијих римејкова хорор филмова. Публика га је знатно боље прихватила од критичара, те је на сајту Rotten Tomatoes оцењен са 58% од публике и 37% од критичара. Слично је и на сајту Metacritic, где је од публике добио оцену 6,3, а од критичара 3,8. IMDb га је оценио укупном оценом 6,2 што је најбољи резултат од свих филмова у серијалу, после првог дела.
Три године касније, филм је добио и свој преднаставак, под насловом Тексашки масакр моторном тестером 6: Почетак, који објашњава Ледерфејсово порекло и приказује догађаје смештене непосредно пре овог филма.

## Радња
18. августа 1973. Ерин са својим дечком Кемпером и још троје пријатеља (Морганом, Пејпер и Ендијем), после путовања по Мексику, упућује на концерт Ленерд скинерда. Док су путовали по Тексасу, група повезе трауматизовану аутостоперку. Пошто покушају да разговарају са њом, она почиње да говори о „злом човеку” (Ледерфејсу), затим вади напуњен пиштољ у убија се.
Како би пријавили случај, група ступа у контакт са шерифом Хојтом, који се све чудније и чудније понаша према њима...

## Улоге
| Глумац                | Улога                         |
| --------------------- | ----------------------------- |
| Џесика Бил            | Ерин Хардести                 |
| Џонатан Такер         | Морган                        |
| Ерика Лирсен          | Пејпер Харингтон              |
| Мајк Вогел            | Енди                          |
| Ерик Балфор           | Кемпер                        |
| Ендру Брињарски       | Томас Хјуит „Ледерфејс”       |
| Р. Ли Ерми            | Чарли Хјуит „шериф Хојт”      |
| Дејвид Дорфман        | Џедидија Хјуит                |
| Лорен Кристина Герман | аутостоперка                  |
| Теренс Еванс          | Монти Хјуит                   |
| Маријета Марич        | Луда Меј Хјуит                |
| Хедер Кафка           | Хенријета Хјуит               |
| Кејти Ламкин          | Лудина сестра - жена са чајем |